# Anna Hakobian
Anna Hakobian (en arménien Աննա Վաչիկի Հակոբյան), née le 1er février 1978, est l'épouse de l'actuel Premier ministre arménien Nikol Pachinian. Elle est la rédactrice en chef du journal Armenian Times. Officieusement, Anna Hakobian est considérée comme la Première Dame d'Arménie, un poste qui est réservé aux époux du président arménien.

## Biographie
Anna Hakobian est née le 1er février 1978 en RSS d'Arménie.
Elle est diplômée de l'université d'État d'Erevan. Après avoir obtenu son diplôme, elle commence sa carrière en tant que journaliste en Arménie. Elle est actuellement rédactrice en chef du plus grand journal d'Arménie, Armenian Times.
Lors de la Guerre de 2020 au Haut-Karabagh, elle s'engage au sein d'un détachement féminin des forces armées arméniennes.
Anna Hakobian a formé le détachement « Erato » de 13 femmes pour prendre part aux hostilités,.